# Deutsche Fußballmeisterschaft 1934/35
Die 28. deutsche Meisterschaftssaison 1934/35 brachte im Vergleich zum Vorjahr keine Veränderungen. Der Meisterschaftsmodus blieb unverändert. Die 16 Gauligameister spielten zunächst in vier Vorrundengruppen um den Einzug ins Halbfinale, wo dann die beiden Finalisten ermittelt wurden.
Auch sportlich gab es in diesem Jahr nichts Neues. Der FC Schalke 04 verteidigte erfolgreich seinen Titel. Im bisher torreichsten Meisterschaftsfinale bezwangen sie den Final-Debütanten, den VfB Stuttgart mit 6:4. Für die Gelsenkirchener war es bereits die 3. Finalteilnahme in Folge.

## Teilnehmer an der Endrunde
| Verein                       | Qualifiziert als                       |
| Yorck Boyen Insterburg       | Meister des Gauliga Ostpreußen         |
| Stettiner SC                 | Meister der Gauliga Pommern            |
| Hertha BSC                   | Meister der Gauliga Berlin-Brandenburg |
| Vorwärts-Rasensport Gleiwitz | Meister der Gauliga Schlesien          |
| PSV Chemnitz                 | Meister der Gauliga Sachsen            |
| 1. SV Jena                   | Meister der Gauliga Mitte              |
| Eimsbütteler TV              | Meister der Gauliga Nordmark           |
| Hannover 96                  | Meister der Gauliga Niedersachsen      |
| FC Schalke 04                | Meister der Gauliga Westfalen          |
| VfL Benrath                  | Meister der Gauliga Niederrhein        |
| VfR Köln 04 rrh.             | Meister der Gauliga Mittelrhein        |
| FC Hanau 93                  | Meister der Gauliga Hessen             |
| FC Phönix Ludwigshafen       | Meister der Gauliga Südwest            |
| VfR Mannheim                 | Meister der Gauliga Baden              |
| VfB Stuttgart                | Meister der Gauliga Württemberg        |
| SpVgg Fürth                  | Meister der Gauliga Bayern             |

## Gruppenspiele

### Gruppe A
| Pl. | Verein                  | Sp. | S | U | N | Tore    | Quote | Punkte |
| --- | ----------------------- | --- | - | - | - | ------- | ----- | ------ |
| 1.  | PSV Chemnitz            | 6   | 5 | 0 | 1 | 022:700 | 3,14  | 10:20  |
| 2.  | Hertha BSC              | 6   | 4 | 0 | 2 | 022:800 | 2,75  | 08:40  |
| 3.  | Vorwärts RaSpo Gleiwitz | 6   | 2 | 1 | 3 | 009:110 | 0,82  | 05:70  |
| 4.  | Yorck Boyen Insterburg  | 6   | 0 | 1 | 5 | 008:350 | 0,23  | 01:11  |

| Datum          |                         | Ergebnis  | !Stadion                                                        |
| -------------- | ----------------------- | --------- | --------------------------------------------------------------- |
| 07. April 1935 | Hertha BSC              | 2:0 (1:0) | Vorwärts RaSpo Gleiwitz \|Berlin, Mommsenstadion                |
| 07. April 1935 | PSV Chemnitz            | 6:1 (2:1) | Yorck Boyen Insterburg \|Chemnitz, Stadion an der Gellertstraße |
| 14. April 1935 | PSV Chemnitz            | 2:1 (2:1) | Vorwärts RaSpo Gleiwitz \|Leipzig, Wacker-Stadion               |
| 14. April 1935 | Hertha BSC              | 7:3 (2:2) | Yorck Boyen Insterburg \|Berlin, Stadion am Gesundbrunnen       |
| 28. April 1935 | Yorck Boyen Insterburg  | 1:3 (0:2) | Vorwärts RaSpo Gleiwitz \|Insterburg, Kasernenhof               |
| 28. April 1935 | PSV Chemnitz            | 1:2 (1:2) | Hertha BSC \|Chemnitz, Südkampfbahn                             |
| 05. Mai 1935   | Yorck Boyen Insterburg  | 0:9 (0:4) | Hertha BSC \|Königsberg, VfB-Platz Maraunenhof                  |
| 05. Mai 1935   | Vorwärts RaSpo Gleiwitz | 1:3 (0:3) | PSV Chemnitz \|Breslau, Sportpark Grüneiche                     |
| 19. Mai 1935   | Hertha BSC              | 1:2 (0:0) | PSV Chemnitz \|Berlin, Preussen-Stadion                         |
| 19. Mai 1935   | Vorwärts RaSpo Gleiwitz | 2:2 (2:1) | Yorck Boyen Insterburg \|Gleiwitz, Jahnstadion                  |
| 26. Mai 1935   | Yorck Boyen Insterburg  | 1:8 (0:1) | PSV Chemnitz \|Insterburg, Kasernenhof                          |
| 26. Mai 1935   | Vorwärts RaSpo Gleiwitz | 2:1 (0:1) | Hertha BSC \|Gleiwitz, Jahnstadion                              |

### Gruppe B
| Pl. | Verein          | Sp. | S | U | N | Tore    | Quote | Punkte |
| --- | --------------- | --- | - | - | - | ------- | ----- | ------ |
| 1.  | FC Schalke 04   | 6   | 5 | 0 | 1 | 027:600 | 4,50  | 10:20  |
| 2.  | Hannover 96     | 6   | 4 | 0 | 2 | 024:120 | 2,00  | 08:40  |
| 3.  | Eimsbütteler TV | 6   | 2 | 1 | 3 | 011:200 | 0,55  | 05:70  |
| 4.  | Stettiner SC    | 6   | 0 | 1 | 5 | 005:290 | 0,17  | 01:11  |

| Datum          |                 | Ergebnis  | !Stadion                                                  |
| -------------- | --------------- | --------- | --------------------------------------------------------- |
| 07. April 1935 | Eimsbütteler TV | 1:3 (0:1) | Hannover 96 \|Altona, Altona 93-Platz                     |
| 07. April 1935 | FC Schalke 04   | 9:1 (7:1) | Stettiner SC \|Gelsenkirchen, Glückauf-Kampfbahn          |
| 14. April 1935 | FC Schalke 04   | 3:2 (1:1) | Hannover 96 \|Dortmund, Stadion Rote Erde                 |
| 14. April 1935 | Eimsbütteler TV | 3:1 (1:1) | Stettiner SC \|Hamburg, ETV-Platz                         |
| 28. April 1935 | FC Schalke 04   | 4:0 (1:0) | Eimsbütteler TV \|Bochum, Stadion an der Castroper Straße |
| 28. April 1935 | Hannover 96     | 5:0 (4:0) | Stettiner SC \|Hannover, Radrennbahn am Pferdeturm        |
| 05. Mai 1935   | Hannover 96     | 1:4 (0:0) | FC Schalke 04 \|Braunschweig, Eintracht-Stadion           |
| 05. Mai 1935   | Stettiner SC    | 2:2 (2:0) | Eimsbütteler TV \|Stettin, SC-Platz am Eckerberger Wald   |
| 12. Mai 1935   | Stettiner SC    | 0:6 (0:3) | FC Schalke 04 \|Stettin, SC-Platz am Eckerberger Wald     |
| 19. Mai 1935   | Hannover 96     | 9:3 (7:1) | Eimsbütteler TV \|Hannover, Hindenburg-Kampfbahn          |
| 26. Mai 1935   | Stettiner SC    | 1:4 (1:2) | Hannover 96 \|Stettin, SC-Platz am Eckerberger Wald       |
| 26. Mai 1935   | Eimsbütteler TV | 2:1 (1:0) | FC Schalke 04 \|Hamburg, Stadion Hoheluft                 |

### Gruppe C
| Pl. | Verein              | Sp. | S | U | N | Tore    | Quote | Punkte |
| --- | ------------------- | --- | - | - | - | ------- | ----- | ------ |
| 1.  | VfL Benrath         | 6   | 5 | 1 | 0 | 017:500 | 3,40  | 11:10  |
| 2.  | Phönix Ludwigshafen | 6   | 4 | 1 | 1 | 019:300 | 6,33  | 09:30  |
| 3.  | VfR Mannheim        | 6   | 1 | 0 | 5 | 009:210 | 0,43  | 02:10  |
| 4.  | VfR Köln 04         | 6   | 1 | 0 | 5 | 006:220 | 0,27  | 02:10  |

| Datum          |                     | Ergebnis  | !Stadion                                            |
| -------------- | ------------------- | --------- | --------------------------------------------------- |
| 07. April 1935 | VfR Mannheim        | 2:3 (1:1) | VfR Köln 04 \|Karlsruhe, Phönix-Stadion am Wildpark |
| 07. April 1935 | VfL Benrath         | 0:0       | Phönix Ludwigshafen \|Wuppertal, Stadion am Zoo     |
| 14. April 1935 | VfL Benrath         | 5:0 (2:0) | VfR Köln 04 \|Düsseldorf, Rheinstadion              |
| 22. April 1935 | VfR Mannheim        | 0:5 (0:3) | Phönix Ludwigshafen \|Mannheim, Stadion             |
| 28. April 1935 | VfR Mannheim        | 2:3 (0:0) | VfL Benrath \|Mannheim, Stadion                     |
| 28. April 1935 | VfR Köln 04         | 0:4 (0:1) | Phönix Ludwigshafen \|Köln, Radrennbahn             |
| 05. Mai 1935   | Phönix Ludwigshafen | 1:2 (1:1) | VfL Benrath \|Saarbrücken, Stadion Kieselhumes      |
| 05. Mai 1935   | VfR Köln 04         | 2:3 (2:1) | VfR Mannheim \|Bonn, Stadion am Lievelingsweg       |
| 19. Mai 1935   | VfR Köln 04         | 0:4 (0:1) | VfL Benrath \|Köln, Radrennbahn                     |
| 19. Mai 1935   | Phönix Ludwigshafen | 5:0 (3:0) | VfR Mannheim \|Mannheim, Stadion                    |
| 26. Mai 1935   | Phönix Ludwigshafen | 4:1 (1:0) | VfR Köln 04 \|Ludwigshafen am Rhein, Phönix-Platz   |
| 26. Mai 1935   | VfL Benrath         | 3:2 (1:1) | VfR Mannheim \|Düsseldorf, Rheinstadion             |

### Gruppe D
| Pl. | Verein        | Sp. | S | U | N | Tore    | Quote | Punkte |
| --- | ------------- | --- | - | - | - | ------- | ----- | ------ |
| 1.  | VfB Stuttgart | 6   | 4 | 0 | 2 | 013:110 | 1,18  | 08:40  |
| 2.  | SpVgg Fürth   | 6   | 3 | 0 | 3 | 011:900 | 1,22  | 06:60  |
| 3.  | FC Hanau 93   | 6   | 3 | 0 | 3 | 008:800 | 1,00  | 06:60  |
| 4.  | 1. SV Jena    | 6   | 2 | 0 | 4 | 005:900 | 0,56  | 04:80  |

| Datum          |               | Ergebnis  | !Stadion                                                     |
| -------------- | ------------- | --------- | ------------------------------------------------------------ |
| 07. April 1935 | FC Hanau 93   | 3:0 (1:0) | VfB Stuttgart \|Hanau, Stadion an der Aschaffenburger Straße |
| 07. April 1935 | SpVgg Fürth   | 2:0 (2:0) | 1. SV Jena \|Nürnberg, Zabo                                  |
| 14. April 1935 | VfB Stuttgart | 1:2 (1:1) | 1. SV Jena \|Ulm, Donaustadion                               |
| 14. April 1935 | SpVgg Fürth   | 0:1 (0:0) | FC Hanau 93 \|Würzburg, Stadion an der Frankfurter Straße    |
| 28. April 1935 | FC Hanau 93   | 0:1 (0:1) | 1. SV Jena \|Hanau, Stadion an der Aschaffenburger Straße    |
| 28. April 1935 | SpVgg Fürth   | 1:4 (0:2) | VfB Stuttgart \|Fürth, Ronhof                                |
| 05. Mai 1935   | VfB Stuttgart | 2:1 (0:1) | FC Hanau 93 \|Stuttgart, Adolf-Hitler-Kampfbahn              |
| 05. Mai 1935   | 1. SV Jena    | 0:1 (0:1) | SpVgg Fürth \|Jena, SVJ-Platz                                |
| 12. Mai 1935   | FC Hanau 93   | 1:5 (0:2) | SpVgg Fürth \|Kassel, Stadion an der Nürnberger Straße       |
| 19. Mai 1935   | 1. SV Jena    | 2:3 (1:2) | VfB Stuttgart \|Erfurt, Mitteldeutsche Kampfbahn             |
| 26. Mai 1935   | VfB Stuttgart | 3:2 (1:1) | SpVgg Fürth \|Stuttgart, Adolf-Hitler-Kampfbahn              |
| 26. Mai 1935   | 1. SV Jena    | 0:2 (0:1) | FC Hanau 93 \|Jena, SVJ-Platz                                |

## Halbfinale
| Datum         |               | Ergebnis  | !Stadion                                     |
| ------------- | ------------- | --------- | -------------------------------------------- |
| 02. Juni 1935 | VfB Stuttgart | 4:2 (2:1) | VfL Benrath \|Leipzig, Probstheidaer Stadion |
| 02. Juni 1935 | FC Schalke 04 | 3:2 (3:1) | PSV Chemnitz \|Düsseldorf, Rheinstadion      |

## Finale
| FC Schalke 04                                          | FC Schalke 04 | VfB Stuttgart | VfB Stuttgart |
| ------------------------------------------------------ | --- | --- | ------------- |
| FC Schalke 04                                          | \| Sonntag, 23. Juni 1935 in Köln (Müngersdorfer Stadion) \| \| Ergebnis: 6:4 (3:0) \| \| Zuschauer: 70.000 \| \| Schiedsrichter: Albert Best (Frankfurt am Main) \|                                             | \| Sonntag, 23. Juni 1935 in Köln (Müngersdorfer Stadion) \| \| Ergebnis: 6:4 (3:0) \| \| Zuschauer: 70.000 \| \| Schiedsrichter: Albert Best (Frankfurt am Main) \|              | VfB Stuttgart |
| FC Schalke 04                                          | Hermann Mellage – Hans Bornemann, Hermann Nattkämper – Otto Tibulsky, Fritz Szepan, Valentin Przybylski – Ernst Kalwitzki, Rudolf Gellesch, Ernst Poertgen, Ernst Kuzorra, Adolf Urban Cheftrainer: Hans Schmidt | Oskar Kapp – Franz Seybold, Walter Kotz – Hermann Hahn, Heinrich Buck, Gustav Rebmann – Erwin Haaga, Willi Rutz, Otto Bökle, Erich Koch, Alfred Lehmann Cheftrainer: Fritz Teufel | VfB Stuttgart |
| FC Schalke 04                                          | 1:0 Urban (6.) 2:0 Poertgen (36.) 3:0 Gellesch (41.) 4:0 Poertgen (54.) 5:2 Kalwitzki (65.) 6:3 Poertgen (79.)                                                                                                   | 4:1 Bökle (55.) 4:2 Bökle (57.) 5:3 Koch (78.) 6:4 Rutz (86.) | VfB Stuttgart |
| Sonntag, 23. Juni 1935 in Köln (Müngersdorfer Stadion) | | |               |
| Ergebnis: 6:4 (3:0)                                    | | |               |
| Zuschauer: 70.000                                      | | |               |
| Schiedsrichter: Albert Best (Frankfurt am Main)        | | |               |